# جرذ لامع
جرذ لامع (الاسم العلمي: Rattus nitidus) (بالإنجليزية: White-footed Indochinese Rat)‏ هو نوع من الحيوانات يتبع جنس الجرذ من الفصيلة الفأرية.